# Monapia fierro
Monapia fierro là một loài nhện trong họ Anyphaenidae.
Loài này thuộc chi Monapia. Monapia fierro được M. J. Ramírez miêu tả năm 1999.